# Ланге, Иван Николаевич
Ива́н Никола́евич Ла́нге (1845, Витебск, Российская империя — 1912/1913, Варшава, Царство Польское, Российская империя) — русский учёный, ветеринар, заслуженный профессор; действительный статский советник.

## Биография
Родился в Витебске в 1845 году.
В 1870 году окончил ветеринарное отделение Императорской медико-хирургической академии и был оставлен прозектором при кафедре патологической анатомии. После защиты диссертации на степень магистра ветеринарных наук «Патология бешенства у животных» (СПб.: тип. Я. Трея, 1873) в качестве приват-доцента стал читать лекции.
С 1874 года был профессором Казанского ветеринарного института, с 1881 года — его директором. Считается первым заведующим кафедрой микробиологии, с 1892 по 1906 г. - как основоположник бактериологической станции, положившей начало этой кафедре (формально она оформится в 1917 году).
С 15 мая 1883 года состоял в чине действительного статского советника. Был награждён орденами Св. Анны 2-й ст. (1879), Св. Владимира 3-й ст. (1887), Св. Станислава 1-й ст. (1892). Герб И. Н. Ланге был внесён в Часть 17 Общего гербовника дворянских родов Всероссийской империи (С. 116).
Кроме того, в качестве приват-доцента читал лекции в Казанском университете. Читал в клинике заразных болезней Казани эпизоотологию. Выработал вакцину против сибирской язвы (1891), получившую широкое распространение («вакцина Ланге»), разработал и внедрил вакцины I и II против сибирской язвы (Казанские вакцины).
С 1907 года был директором Варшавского ветеринарного института.
Его труды были посвящены изучению инфекционных болезней животных (чумы крупного рогатого скота, бешенства, сапа, туберкулеза, сибирской язвы). Основные работы: «Мнение об устройстве ветеринарных институтов в России» (1879); «Патология бешенства у животных» (1883). Ему принадлежит также перевод книги «Инфекционные болезни человека и животных (зоонозы)» (Казань: тип. Б. Л. Домбровского (б. Вечеслава), 1899—1900. — 3 т.). Выл издан «Краткий конспект лекций по эпизоотологии с ветеринарной полицией» (Казань: изд. студ. В. Упорова, 1903. — [2], 365 с.), который читался студентам IV курса Казанского ветеринарного института в 1903/1904 учебном году.
Умер в Варшаве 25 декабря 1912 (7 января 1913) года.